# N̪
Le N pontet souscrit (majuscule : N̪, minuscule : n̪) est une lettre additionnelle de l’alphabet latin utilisée dans la transcription de certains dialectes swahili représentant le n interdental ou postdental. Elle est composée d’un N diacrité d’une pontet souscrit.

## Utilisation
Dans l’alphabet phonétique international, le n pontet souscrit peut être utilisé pour transcrire une consonne nasale dentale voisée. Le n pouvant déjà être utilisé pour transcrire cette consonne, mais celui-ci peut aussi transcrire une consonne nasale alvéolaire voisée, le pontet est alors utilisé pour spécifier la prononciation dentale.
Certains auteurs utilisent en swahili le n pontet souscrit pour transcrire le n interdental ou postdental, distincte du n alvéolaire, notamment en kibajuni.

## Représentation informatique
Le n pontet souscrit peut être représenté avec les caractères Unicode suivants :
- décomposé (Latin de base, Diacritiques)[2],[3] :

| formes    | représentations | chaînes de caractères | points de code | descriptions                                          |
| --------- | --------------- | --------------------- | -------------- | ----------------------------------------------------- |
| capitale  | N̪               | N◌̪                    | U+004E U+032A  | lettre majuscule latine n diacritique pontet souscrit |
| minuscule | n̪               | n◌̪                    | U+006E U+032A  | lettre minuscule latine n diacritique pontet souscrit |